# A (sz)ex az oka mindennek
A (sz)ex az oka mindennek (eredeti cím: Sleeping with Other People) 2015-ben bemutatott amerikai romantikus filmvígjáték, amelyet Leslye Headland írt és rendezett, Jessica Elbaum, Will Ferrell, Sidney Kimmel és Adam McKay produceri közreműködésével. A főbb szerepekben Jason Sudeikis, Alison Brie, Adam Scott, Jason Mantzoukas és Natasha Lyonne látható.
Világpremierje a 2015-ös Sundance Filmfesztiválon volt január 24-én. Az Amerikai Egyesült Államokban 2015. szeptember 11-én, Magyarországon egy nappal korábban, szeptember 10-én mutatták be a mozikban.

## Cselekmény
2002-ben Lainey jelenetet rendez a Columbia Egyetem egyik kollégiumában. Jake megsajnálja őt, amikor a biztonságiak épp ki akarják rúgni, és vendégül látja. Megtudja, hogy Lainey azért volt ott, hogy elveszítse a szüzességét a tanársegédjével, Matthew-val, akit Jake a világ legunalmasabb fickójának tart. Lainey rájön, hogy Jake is szűz, és elveszítik egymással a szüzességüket.
Évekkel később Lainey szakít hosszú távú barátjával, Sammel, miután elmondja neki, hogy megcsalta őt. Terapeutája tanácsára elmegy egy szexfüggők találkozójára, ahol összefut Jake-kel, aki azért van ott, mert képtelen elköteleződni. Lainey találkozót beszél meg Matthew-val, hogy véget vessenek a viszonyuknak; a férfi beleegyezik.
Egy barátja tanácsára felveszi a kapcsolatot Jake-kel, és elmennek egy randira, ahol bevallják egymásnak szexuális problémáikat. A randi végén Jake bevallja, hogy le akar feküdni vele; Lainey azonban ragaszkodik ahhoz, hogy ők ketten csak barátok legyenek, és Jake beleegyezik a biztonságos „egérfogó” szóba, hogy levezesse a köztük lévő szexuális feszültséget.
Egyre többet lógnak együtt, és végül a legjobb barátok lesznek, és egymással beszélik meg a randizós életüket, miközben megpróbálnak túllépni az elköteleződési problémáikon. Idegenek a viselkedésük alapján egy párnak őket gondolják őket, és a barátaik is azt kezdik hinni, hogy kapcsolatban élnek.
Jake megtudja, hogy Lainey újra be akar iratkozni az orvosi egyetemre, és emiatt esetleg Michiganbe költözik. Elviszi őt a barátja gyermekének születésnapi partijára, ahol a lány találkozik Chrisszel, és Jake bosszúságára találkozgatni kezd vele. Jake úgy dönt, hogy továbblép, és randira hívja a főnökét, Paulát.
A Chrisszel való randi miatt Lainey összefut Matthew-val és az immár terhes feleségével. Ezzel egy időben Jake lefekszik Paulával, és véletlenül Lainey-nek szólítja. Az éjszakai együttlétek után Jake és Lainey együtt töltik az éjszakát, ahol rájönnek, hogy mindketten szerelmesek egymásba, azonban nem tesznek semmit, mert félnek, hogy elrontják a kapcsolatukat, ahogyan azt más szexuális kapcsolataikban tették a múltban.
Lainey Michiganbe költözik, Jake pedig Paulának szenteli magát. Két hónappal Lainey távozása után, egy Paulával elköltött villásreggeli közben Jake meglátja Matthew-t, és arcon vágja. Paula szakít Jake-kel, miután az „az én csajom”-nak nevezi Lainey-t. Jake-et letartóztatják. A rendőrőrsről felhívja Laineyt, és bevallja neki, hogy még mindig szerelmes belé, és folytatni akarja a kapcsolatot, még ha az nem is sikerül. A lány közli vele, hogy ő is ugyanígy érez.
Nem sokkal később Matthew beperli Jake-et érzelmi sérelem okozása miatt, és minden felajánlott egyezséget visszautasít. Lainey felkeresi őt, és közli vele, hogy beszélni fog a feleségének a kapcsolatukról, ha nem ejti az ügyet. Miután elhagyja az irodáját, Lainey találkozik Jake-kel, és elsietnek, hogy összeházasodjanak.

## Szereplők
| Szereplő               | Színész                | Magyar hang            |
| ---------------------- | ---------------------- | ---------------------- |
| Jake                   | Jason Sudeikis         | Anger Zsolt            |
| Elaine "Lainey" Dalton | Alison Brie            | Kelemen Kata           |
| Dr. Matthew Sobvechik  | Adam Scott             | Bartucz Attila         |
| Emma                   | Katherine Waterston    | Kiss Virág Magdolna    |
| Xander                 | Jason Mantzoukas       | Kálid Artúr            |
| Naomi                  | Andrea Savage          | Létay Dóra             |
| Kara                   | Natasha Lyonne         | Nemes Takách Kata      |
| Sam                    | Adam Brody             | Szabó Máté             |
| Paula                  | Amanda Peet            | Zakariás Éva           |
| Chris Smith            | Marc Blucas            | Tokaji Csaba           |
| Hannah                 | Margarita Levieva      | Mezei Kitty            |
| Thea                   | Margaret Odette        | Kis-Kovács Luca        |
| Oliver                 | Skylar Gaertner        | Nagy Gereben           |
| Renee                  | Anna Margaret Hollyman | Peller Anna            |
| George                 | Remy Nozik             | Lipcsey Colini Borbála |
| R.A.                   | Jordan Carlos          | Fellegi Lénárd         |
| Pincér                 | Austin Ku              | Fellegi Lénárd         |
| Big Dude               | Jamil Mena             | Fehérváry Márton       |
| Jake ügyvédje          | Michael Delaney        | Élő Balázs             |
| Sobvechik ügyvédje     | Brian Berrebbi         | Szűcs Péter Pál        |
| Nővér                  | Victoria Frings        | Mohácsi Nóra           |

## Fordítás
- Ez a szócikk részben vagy egészben  a   Sleeping with Other People című angol Wikipédia-szócikk fordításán alapul.  Az eredeti cikk szerkesztőit annak laptörténete sorolja fel. Ez a jelzés csupán a megfogalmazás eredetét és a szerzői jogokat jelzi, nem szolgál a cikkben szereplő információk forrásmegjelöléseként.